# 起輦谷
起輦谷是《元史》中提到的一处地名。根据《元史》记载，蒙古帝国和元朝的历代君主都葬于此，是东亚历史上最大型的帝王陵墓。
元代蒙古盛行密葬制度，帝王陵墓不封丘，包括随葬品也不能封丘，葬毕还要以万马踏平。所有这些做法都是为了保护陵墓，防止被盗。
起輦谷的位置至今仍未被确定，但大部分学者认为位于蒙古國不儿罕合勒敦山中。根据《蒙古秘史》的记载，不儿罕山旁有一座名为“古连勒古”（kürelgü）的山。学者亦邻真认为，“起辇谷”是“古连勒古”的汉语雅译。而在蒙古国肯特省有一处名为“大禁忌”的地区，方圆240平方公里。根据蒙古人的传说，进入此地的人会遭报应死亡，而此处正位于不儿罕山中。蒙古政府长期封锁了这一区域，直到近20年才向考古学家开放。
此外，还有中国说法认为起辇谷位于大金川北边的梭磨河大峡谷，或者坐落在河北宣化大仓盖乡马儿山。

## 埋葬者
以下粗体列出葬于起輦谷之蒙古大汗及元朝皇帝（追尊皇帝及非正常死亡的天顺帝和天元帝葬地史书未记载）。
- 元太祖铁木真（第1代蒙古大汗，追尊）
- 元太宗窝阔台（第2代蒙古大汗，追尊）
- 元睿宗拖雷（追尊）
- 元定宗贵由（第3代蒙古大汗，追尊）
- 元宪宗蒙哥（第4代蒙古大汗，追尊）
- 元世祖忽必烈（第5代蒙古大汗，第1代蒙元皇帝）
- 元裕宗真金（追尊）
- 元显宗甘麻剌（追尊）
- 元順宗答剌麻八剌（追尊）
- 元成宗铁穆耳（第6代蒙古大汗，第2代蒙元皇帝）
- 元武宗海山（第7代蒙古大汗，第3代蒙元皇帝）
- 元仁宗爱育黎拨力八达（第8代蒙古大汗，第4代蒙元皇帝）
- 元英宗硕德八剌（第9代蒙古大汗，第5代蒙元皇帝）
- 元泰定帝也孙铁木儿（第10代蒙古大汗，第6代蒙元皇帝）
- 元天顺帝阿剌吉八（第11代蒙古大汗，第7代蒙元皇帝）
- 元文宗图帖穆耳（第12代蒙古大汗，第8代蒙元皇帝）
- 元明宗和世剌（第13代蒙古大汗，第9代蒙元皇帝）
- 元宁宗懿璘质班（第14代蒙古大汗，第10代蒙元皇帝）
- 元惠宗妥懽貼睦爾（第15代蒙古大汗，第11代蒙元皇帝）
- 元昭宗愛猷識理達臘（第16代蒙古大汗，北元皇帝）
- 元天元帝脱古思帖木儿（第17代蒙古大汗，北元皇帝）